# Na twoim miejscu
Na twoim miejscu – polska komedia z 2023 roku w reżyserii Antonio Galdameza Munoza. W głównych rolach wystąpili Paulina Gałązka i Miron Jagniewski. Film miał premierę 6 stycznia 2023 roku.

## Fabuła
Kaśka i Krzysiek - młode, atrakcyjne małżeństwo z uroczym synkiem i mieszkaniem w malowniczej okolicy. Wydaje się, że powinni być szczęśliwi, a jednak są na skraju rozwodu. Każdy dzień spędzają tak samo – na kłótniach. Aż do poranka, od którego muszą współpracować jak jeszcze nigdy dotąd. A wszystko przez... zamianę ciał. Od teraz Krzysiek jest Kaśką, a Kaśka Krzyśkiem. Każde z nich musi przejąć obowiązki tego drugiego i stawić czoła problemom, o których istnieniu wcześniej nie miało pojęcia… Czy to sprawi, że inaczej spojrzą na siebie nawzajem i nauczą się empatii? Zamiana ciał jest tylko wytrychem, z którego korzystają twórcy filmu, żeby móc powiedzieć kilka niebanalnych słów o współczesności.

## Obsada
- Paulina Gałązka jako Kaśka
- Miron Jagniewski jako Krzysiek
- Maria Pakulnis jako Teresa Osińska
- Jan Frycz jako Zbigniew Ciecioń
- Delfina Wilkońska jako Olga
- Magdalena Lamparska jako Edyta
- Michał Czernecki jako Andrzej
- Oliwier Grzegorzewski jako Tadzio
- Bartłomiej Kotschedoff jako Darek
- Piotr Pacek jako Tomek
- Maciej Miszczak jako Radzio
- Janusz Chabior jako terapeuta
- Gen Seto jako Pan Takahoto
- Igor Bęben jako Antek
- Piotr Cyrwus jako różdżkarz[1]

## Produkcja
Zdjęcia do filmu kręcono w Warszawie pomiędzy 12 października 2020 a majem 2022 roku.